# 조 퍼캐스키
조 퍼캐스키(영어: Joe Pokaski, 1942년 10월 5일 ~ )는 미국의 텔레비전 프로듀서, 각본가로, TV 드라마 《히어로즈》, 《데어데블》 등의 스토리라이터로 알려져 있다.

## 연출 작품 목록
- 히어로즈
- 크로싱 조던
- 데어데블
- 클록 앤 대거